# Gran Premio di Monaco 2005
Il Gran Premio di Monaco 2005 si è corso il 22 maggio sul circuito di Montecarlo, sesta prova della stagione 2005 del Campionato mondiale di Formula 1. La gara è stata vinta da Kimi Räikkönen su McLaren-Mercedes davanti alle due Williams-BMW di Nick Heidfeld e Mark Webber.

## Vigilia

### Aspetti sportivi
Nelle prove libere del giovedì oltre ai piloti titolari corrono Alexander Wurz con la McLaren, Christian Klien con la Red Bull, Ricardo Zonta con la Toyota e Robert Doornbos con la Jordan.

## Prove

### Risultati
Nella prima sessione del giovedì si è avuta questa situazione:
| Pos | Nº | Pilota             | Costruttore      | Tempo    | Gap    | Giri |
| --- | -- | ------------------ | ---------------- | -------- | ------ | ---- |
| 1   | 10 | Juan Pablo Montoya | McLaren-Mercedes | 1'17"152 |        | 14   |
| 2   | 5  | Fernando Alonso    | Renault          | 1'17"301 | +0"149 | 14   |
| 3   | 37 | Christian Klien    | RBR-Cosworth     | 1'17"511 | +0"359 | 21   |

Nella seconda sessione del giovedì si è avuta questa situazione'
| Pos | Nº | Pilota          | Costruttore      | Tempo    | Gap    | Giri |
| --- | -- | --------------- | ---------------- | -------- | ------ | ---- |
| 1   | 5  | Fernando Alonso | Renault          | 1'15"835 |        | 27   |
| 2   | 35 | Alexander Wurz  | McLaren-Mercedes | 1'15"912 | +0"077 | 24   |
| 3   | 14 | David Coulthard | RBR-Cosworth     | 1'16"184 | +0"349 | 21   |

Nella prima sessione del sabato si è avuta questa situazione:
| Pos | Nº | Pilota               | Costruttore      | Tempo    | Gap    | Giri |
| --- | -- | -------------------- | ---------------- | -------- | ------ | ---- |
| 1   | 10 | Juan Pablo Montoya   | McLaren-Mercedes | 1'16"197 |        | 16   |
| 2   | 6  | Giancarlo Fisichella | Renault          | 1'16"403 | +0"206 | 12   |
| 3   | 17 | Ralf Schumacher      | Toyota           | 1'16"508 | +0"311 | 16   |

Nella seconda sessione del sabato si è avuta questa situazione:
| Pos | Nº | Pilota               | Costruttore      | Tempo    | Gap    | Giri |
| --- | -- | -------------------- | ---------------- | -------- | ------ | ---- |
| 1   | 6  | Giancarlo Fisichella | Renault          | 1'13"988 |        | 18   |
| 2   | 5  | Fernando Alonso      | Renault          | 1'14"047 | +0"059 | 14   |
| 3   | 9  | Kimi Räikkönen       | McLaren-Mercedes | 1'14"258 | +0"270 | 10   |

## Qualifiche

### Resoconto
La prima sessione vede il dominio di Kimi Räikkönen, che stacca di 5 decimi Fernando Alonso. In seconda fila provvisoria Mark Webber e Giancarlo Fisichella. Non segna un tempo valido Ralf Schumacher, che parte così dal fondo dello schieramento.
Nella Q2 è il turno di Fernando Alonso, che prende quasi 4 decimi a Kimi Räikkönen, mentre dietro ancora Mark Webber e Giancarlo Fisichella facevano segnare il terzo e quarto tempo. Non faceva un giro il colombiano Juan Pablo Montoya, che partiva così al fianco di Ralf Schumacher.
Con la somma dei tempi conquistava la pole Kimi Räikkönen, con 83 millesimi di vantaggio su Fernando Alonso. In seconda fila, a oltre un secondo, Mark Webber e Giancarlo Fisichella, seguiti, a oltre due secondi, da Jarno Trulli e Nick Heidfeld; mentre in quarta fila a più di 3 secondi e mezzo, David Coulthard e Michael Schumacher. In tredicesima posizione Patrick Friesacher raggiunge il miglior risultato in qualifica per la Minardi dal Gran Premio d'Ungheria 1995.
Ralf Schumacher viene penalizzato con mezzo secondo da aggiungersi al tempo totale delle qualifiche per aver utilizzato una gomma non ufficialmente destinata a lui; tuttavia un incidente nella sessione del sabato gli impedisce di registrare tempi cronometrati.
Narain Karthikeyan viene retrocesso di dieci posizioni sulla griglia di partenza per aver sostituito il motore. Il tempo fatto segnare da Juan Pablo Montoya nella prima sessione di qualifiche viene cancellato su decisione degli steward, in quanto il pilota colombiano, durante le prove libere del sabato, avendo tenuto una velocità eccessivamente bassa, ha portato altri tre piloti, Ralf Schumacher, Coulthard e Villeneuve, a entrare in collisione dietro di lui.

### Risultati
Nelle sessioni di qualifica si è avuta questa situazione:
| Pos | Nº | Pilota               | Costruttore      | Q1          | Q2          | Totale      | Distacco | Griglia |
| --- | -- | -------------------- | ---------------- | ----------- | ----------- | ----------- | -------- | ------- |
| 1   | 9  | Kimi Räikkönen       | McLaren-Mercedes | 1'13"644    | 1'16"679    | 2'30"323    |          | 1       |
| 2   | 5  | Fernando Alonso      | Renault          | 1'14"125    | 1'16"281    | 2'30"406    | +0"083   | 2       |
| 3   | 7  | Mark Webber          | Williams-BMW     | 1'14"584    | 1'17"072    | 2'31"656    | +1"333   | 3       |
| 4   | 6  | Giancarlo Fisichella | Renault          | 1'14"783    | 1'17"317    | 2'32"100    | +1"777   | 4       |
| 5   | 16 | Jarno Trulli         | Toyota           | 1'15"189    | 1'17"401    | 2'32"590    | +2"267   | 5       |
| 6   | 8  | Nick Heidfeld        | Williams-BMW     | 1'15"128    | 1'17"755    | 2'32"883    | +2"560   | 6       |
| 7   | 14 | David Coulthard      | RBR-Cosworth     | 1'15"329    | 1'18"538    | 2'33"867    | +3"544   | 7       |
| 8   | 1  | Michael Schumacher   | Ferrari          | 1'16"186    | 1'18"550    | 2'34"735    | +4"413   | 8       |
| 9   | 11 | Jacques Villeneuve   | Sauber-Petronas  | 1'15"921    | 1'19"015    | 2'34"936    | +4"613   | 9       |
| 10  | 2  | Rubens Barrichello   | Ferrari          | 1'16"142    | 1'18"841    | 2'34"983    | +4"660   | 10      |
| 11  | 12 | Felipe Massa         | Sauber-Petronas  | 1'16"218    | 1'18"902    | 2'35"120    | +4"797   | 11      |
| 12  | 15 | Vitantonio Liuzzi    | RBR-Cosworth     | 1'16"817    | 1'20"335    | 2'37"152    | +6"829   | 12      |
| 13  | 20 | Patrick Friesacher   | Minardi-Cosworth | 1'18"574    | 1'22"236    | 2'40"810    | +10"487  | 13      |
| 14  | 21 | Christijan Albers    | Minardi-Cosworth | 1'19"229    | 1'22"977    | 2'42"206    | +11"883  | 14      |
| 15  | 18 | Tiago Monteiro       | Jordan-Toyota    | 1'19"408    | 1'23"670    | 2'43"078    | +12"755  | 15      |
| 16  | 19 | Narain Karthikeyan   | Jordan-Toyota    | 1'19"474    | 1'23"968    | 2'43"442    | +13"119  | 17      |
| 17  | 17 | Ralf Schumacher      | Toyota           | senza tempo | senza tempo | senza tempo | –        | 18      |
| 18  | 10 | Juan Pablo Montoya   | McLaren-Mercedes | 1'14"858    | senza tempo | senza tempo | –        | 16      |

Con i tempi in grassetto sono visualizzate le migliori prestazioni in ciascuna sessione.

## Gara

### Resoconto
La gara ha visto la vittoria di Kimi Räikkönen, che ha condotto in testa tutta la gara. Alla partenza il finlandese mantiene la propria posizione, seguito da Alonso, Fisichella e Trulli. Al giro 23, Christijan Albers, già doppiato, va in testacoda al centro della curva Mirabeau, e così Michael Schumacher tampona irreparabilmente David Coulthard, che aveva rallentato per evitare l'olandese; il tracciato rimane temporaneamente bloccato e viene mandata in pista la safety car, per permettere ai commissari di percorso di far ripartire la Minardi che ostruiva il passaggio. Le due Renault approfittano della neutralizzazione per fermarsi insieme al 25º giro, cosa che Räikkönen non fa dato il maggiore carico di carburante con cui era partito. Al rientro della safety car, Räikkönen inizia a segnare giri veloci e riesce, dopo il suo unico pit-stop al giro 42, a mantenere la testa della corsa davanti ad Alonso, che nell'ultima fase di gara, in crisi di gomme, viene sorpassato dalle due Williams di Heidfeld e Webber (entrambi su una strategia a due soste), che distaccano il pilota spagnolo e riescono a salire sul podio. Alonso giunge quarto al traguardo, seguito a breve distanza da Montoya, partito nelle retrovie così come Ralf Schumacher, davanti alle due Ferrari del fratello Michael e di Barrichello, che chiudono la zona punti.

### Risultati
I risultati del Gran Premio sono i seguenti:
| Pos | Nº | Pilota               | Costruttore      | Gomme | Giri | Tempo/Ritiro                | Griglia | Punti |
| --- | -- | -------------------- | ---------------- | ----- | ---- | --------------------------- | ------- | ----- |
| 1   | 9  | Kimi Räikkönen       | McLaren-Mercedes | M     | 78   | 1h45'15"556                 | 1       | 10    |
| 2   | 8  | Nick Heidfeld        | Williams-BMW     | M     | 78   | +13"877                     | 6       | 8     |
| 3   | 7  | Mark Webber          | Williams-BMW     | M     | 78   | +18"484                     | 3       | 6     |
| 4   | 5  | Fernando Alonso      | Renault          | M     | 78   | +36"487                     | 2       | 5     |
| 5   | 10 | Juan Pablo Montoya   | McLaren-Mercedes | M     | 78   | +36"647                     | 16      | 4     |
| 6   | 17 | Ralf Schumacher      | Toyota           | M     | 78   | +37"177                     | 18      | 3     |
| 7   | 1  | Michael Schumacher   | Ferrari          | B     | 78   | +37"233                     | 8       | 2     |
| 8   | 2  | Rubens Barrichello   | Ferrari          | B     | 78   | +37"570                     | 10      | 1     |
| 9   | 12 | Felipe Massa         | Sauber-Petronas  | M     | 77   | +1 giro                     | 11      |       |
| 10  | 16 | Jarno Trulli         | Toyota           | M     | 77   | +1 giro                     | 5       |       |
| 11  | 11 | Jacques Villeneuve   | Sauber-Petronas  | M     | 77   | +1 giro                     | 9       |       |
| 12  | 6  | Giancarlo Fisichella | Renault          | M     | 77   | +1 giro                     | 4       |       |
| 13  | 18 | Tiago Monteiro       | Jordan-Toyota    | B     | 75   | +3 giri                     | 15      |       |
| 14  | 21 | Christijan Albers    | Minardi-Cosworth | B     | 73   | +5 giri                     | 14      |       |
| Rit | 15 | Vitantonio Liuzzi    | RBR-Cosworth     | M     | 59   | Problemi meccanici          | 12      |       |
| Rit | 20 | Patrick Friesacher   | Minardi-Cosworth | B     | 29   | Incidente                   | 13      |       |
| Rit | 14 | David Coulthard      | RBR-Cosworth     | M     | 23   | Collisione con M.Schumacher | 7       |       |
| Rit | 19 | Narain Karthikeyan   | Jordan-Toyota    | B     | 18   | Problemi idraulici          | 17      |       |

## Classifiche mondiali

### Piloti
| Pos | Pilota               | Punti |
| --- | -------------------- | ----- |
| 1   | Fernando Alonso      | 49    |
| 2   | Kimi Räikkönen       | 27    |
| 3   | Jarno Trulli         | 26    |
| 4   | Mark Webber          | 18    |
| 5   | Nick Heidfeld        | 17    |
| 6   | Ralf Schumacher      | 17    |
| 7   | Giancarlo Fisichella | 14    |
| 8   | Juan Pablo Montoya   | 14    |
| 9   | Michael Schumacher   | 12    |
| 10  | David Coulthard      | 10    |
| 11  | Rubens Barrichello   | 9     |
| 12  | Alexander Wurz       | 6     |
| 13  | Jacques Villeneuve   | 5     |
| 14  | Pedro de la Rosa     | 4     |
| 15  | Christian Klien      | 3     |
| 16  | Felipe Massa         | 2     |
| 17  | Vitantonio Liuzzi    | 1     |

### Costruttori
| Pos | Team             | Punti |
| --- | ---------------- | ----- |
| 1   | Renault          | 63    |
| 2   | McLaren-Mercedes | 51    |
| 3   | Toyota           | 43    |
| 4   | Williams-BMW     | 35    |
| 5   | Ferrari          | 21    |
| 6   | RBR-Cosworth     | 14    |
| 7   | Sauber-Petronas  | 7     |